# Karl-Friedrich Pohlmann
Karl-Friedrich Pohlmann (* 12. Januar 1941 in Korbach; † 14. Februar 2023) war ein deutscher evangelischer Theologe und emeritierter Hochschullehrer. Er lehrte an der Westfälischen-Wilhelms-Universität in Münster (Westfalen).

## Leben
Pohlmann studierte gleich im Anschluss an das Abitur ab April 1961 Evangelische Theologie an der Philipps-Universität Marburg. Nach bestandenem Ersten Theologischen Examen im Sommersemester 1965 war er bis 1968 am gleichen Ort Hilfskraft am Alttestamentlichen Seminar und studierte neben der Arbeit an seiner Dissertation Semitistik bei Otto Rössler. Er wurde mit der von Otto Kaiser betreuten Dissertation Studien zum dritten Esra im Januar 1969  zum Dr. theol. promoviert. Es folgte vom Oktober 1969 bis zum März 1971 die Tätigkeit als Repetent der Hessischen Stipendiatenanstalt in Marburg. 
Pohlmann erhielt vom April 1971 bis zum September 1973 ein Habilitationsstipendium der Deutschen Forschungsgemeinschaft. Im Oktober 1973 trat er als Pfarrer in den Dienst der Evangelischen Kirche von Kurhessen-Waldeck und war in dieser Funktion bis zu seinem Ruf nach Münster tätig. Die Habilitation schloss Pohlmann im November 1976 mit der Schrift Studien zum Jeremiabuch 1976 in Marburg ab. Im März 1981 wurde er zum Professor an der Evangelisch-Theologischen Fakultät der Universität Münster berufen. Sein Schwerpunkt in Forschung und Lehre war das Alte Testament, insbesondere die Prophetenbücher. 2006 wurde Pohlmann emeritiert.

## Schriften
- Studien zum Jeremiabuch. Ein Beitrag zur Frage nach der  Entstehung des Jeremiabuches. Vandenhoeck & Ruprecht, Göttingen 1978, ISBN 3-525-53278-4.
- Die Ferne Gottes – Studien zum Jeremiabuch. De Gruyter, Berlin 1989, ISBN 3-11-011828-9.
- Ezechielstudien. Zur Redaktionsgeschichte des Buches und zur Frage nach den ältesten Texten. De Gruyter, Berlin 1992, ISBN 3-11-012976-0.
- Ezechiel. Der Stand der theologischen Diskussion. WBG, Darmstadt 2008, ISBN 978-3-534-16527-8.
- Die Entstehung des Korans. Neue Erkenntnisse aus Sicht der historisch-kritischen Bibelwissenschaft. WBG, Darmstadt 2012, ISBN 978-3-534-22988-8.
- Militanz und Antimilitanz im Koran. Historisch-kritische Untersuchungen zur Koranexegese und zu den Ursprüngen des militanten Islam. Aschendorff, Münster 2018, ISBN 978-3-402-13382-8.